# The Unanswered Question
The Unanswered Question (Nederlands: De niet-beantwoorde vraag) is een compositie van de Amerikaanse componist Charles Ives.

## Geschiedenis
Ives heeft het werk gecomponeerd in 1906. Aanvankelijk was het werk samen met Central Park in the Dark gepaard in Two Contemplations (Twee bezinningen). Hedendaags worden de twee werken los van elkaar gezien. Zoals vele van Ives' werken werd het stuk pas veel later in zijn leven bekend. Zo werd The Unanswered Question pas in 1940 gepubliceerd. Oorspronkelijk droeg het stuk de naam A Contemplation of a Serious Matter (Een bezinning over een serieuze zaak) of The Unanswered Perennial Question (De niet-beantwoorde eeuwige vraag).
Ives sloot de eerste versie dus af in 1906, waarna hij in 1908 het stuk bijwerkte. In een tijdsbestek van 1930 tot 1935 hield hij zich bezig met een orkestversie van het werk. De première van het stuk vond plaats op 11 mei 1946 gespeeld door een kamerorkest van eindejaarsstudenten van de Juilliard School gedirigeerd door Theodore Bloomfield. Tijdens dit concert vonden ook de premières plaats van Central Park in the Dark en Ives' tweede strijkkwartet. De versie van 1908 beleefde haar première pas in maart 1984 met Dennis Russell en het American Composers Orchestra te New York.

## De compositie
De misschien wel meest tot zijn recht komende uitleg van het stuk komt van Ives' biograaf Jan Swafford. Hij omschreef het stuk als "een soort van collage in drie verschillende lagen welke ruwweg worden samengevoegd". Deze drie lagen zij als volgt:
- Een "laag" strijkkwartet.
- Een "laag" houtblazerkwartet.
- Een "laag" solotrompet.

De strijkerslaag vormt het fundament van de compositie. Deze speelt lange akkoorden met een tonaal karakter. De houtblazers en de trompet spelen afwisselend, beiden atonaal, in een soort dialoog. De trompet speelt in totaal zeven keer dezelfde melodie en de houtblazers reageren hierop. Elk antwoord van de houtblazers is heviger en dissonanter dan het vorige.
Ives verbond een programmatische betekenis aan dit werk: de strijkers zijn een "cosmic landscape", het eeuwige voortschrijden van de tijd. De trompet stelt de grote levensvragen voor, waarop de houtblazers proberen een antwoord te formuleren. Gefrustreerd door hun onkunde wordt elk antwoord meer en meer dissonant, tot de houtblazers hun zoektocht opgeven en de trompet beginnen te bespotten door imitatie van zijn melodie. 
Ives was bij het componeren van The Unanswered Question sterk beïnvloed door de filosofie van Ralph Waldo Emerson en andere transcendentale filosofen. Dit uit zich in een zoektocht naar waarheid en een onvermogen om deze uit te drukken in zintuiglijke communicatie.